# أكرم الزعتري
أكرم زعتري (من مواليد عام 1966 في صيدا، لبنان ) هو مخرج ومصور وفنان أرشيف ومنسق لبناني، شارك في تأسيس مؤسسة الصور العربية في 1997 مع فؤاد الكوري، وسامر محمد، يعتمد عمله على جمع ودراسة وأرشفة تاريخ التصوير في العالم العربي.
تم اختيار الزعتري لتمثيل لبنان في بينالي فينيسيا لعام 2013 من قبل سام بردويل وتيل فيلراث، القيمين على الجناح اللبناني.

## عمله
أستكشف الزعتري القضايا المتعلقة بلبنان بعد الحرب، وبحث في الطريقة التي يتوسط بها التلفزيون في النزاعات الإقليمية والحروب، وأهتم بشكل خاص بمنطق حركات المقاومة الدينية والوطنية، وإنتاج وتداول الصور في سياق التقسيم الجغرافي الحالي في الشرق الأوسط،  عُرضت أعماله على نطاق واسع في جميع أنحاء العالم في فترات ثنائية ومواقع مثل مركز جورج بومبيدو،  وهو موجود في المجموعة الدائمة للمتاحف مثل تيت مودرن،  وتيسن بورنيميزا المعاصرة.

## قائمة الأفلام
- مجنونك (مجنون منك)، 1997 [13]
- ريد مضغ العلكة، 2000 [14]
- Her + Him VAN LEO، 2001 [15]
- كيف أحبك، 2001 [16]
- هذا اليوم (اليوم)، 2003 [17]
- في هذا المنزل، 2005 [18]
- غدا سيكون كل شيء على ما يرام، 2010 [19]
- في التصوير الفوتوغرافي People and Modern Times، 2010 [20]
- رسالة إلى الطيار الرافض، 2013 [21]

## جوائز
- الجائزة الكبرى للمهرجان الدولي للفن المعاصر ال 17 SES_Videobrasil في ساو باولو (2011)

## المنشورات
- السيارة. تصوير لحظات الانتقال في مجتمع التحديث ( مؤسسة الصورة العربية و Mind the Gap، 1999)
- Mapping Sitting (مؤسسة الصور العربية و Mind the Gap، 2002)
- هاشم المدني: ممارسات الاستوديو (مؤسسة الصورة العربية، مايند ذا جاب ومعرض المصورين، 2004)
- هاشم المدني: الكورنيش (مؤسسة الصورة العربية وميند ذا جاب، 2007)
- أسرار الأرض التي لا نهاية لها (مركز بورتيكوس وبيروت للفنون، 2010)

## المعارض

### المعارض الفردية
- أكرم الزعتري. كائنات الدراسة، جاليري صفير سملر، هامبورغ، 2007 [22]
- الأرض من الأسرار التي لا نهاية لها. الكتابة لوقت لاحق، مركز بيروت للفنون، 2009 [23]
- أكرم الزعتري. Nature Morte، مطحنة البلطيق، 2009 [24]
- تأليف أكرم زعتري لجناحين، أوسلو، Kunstnernes Hus، 2011 [25]
- ليفربول بينالي أضواء كاشفة أكرم زعتري، بينالي ليفربول، 2012 [26]
- هذا اليوم في العاشرة، لو ماجاسين-كناك، غرونوبل، 2012 [27]
- أكرم الزعتري، رسالة إلى طيار مرفوض، الجناح اللبناني، أرسنال، 55. بينالي فينيسيا، البندقية، إيطاليا، 2013
- أكرم زعتري، All Is Well، مركز أغنيس إيثرنغتون للفنون، جامعة كوينز، كينغستون، أونتاريو، 2013-2014 [28]
- أكرم زعتري، تتكشف، متحف مودرنا، ستوكهولم، 2015 [29]
- أكرم الزعتري، ضد التصوير. نبذة تاريخية عن المؤسسة العربية للصور، ماكبا، برشلونة، 2017 [30]
- أكرم الزعتري. النافذة الثالثة، معرض صفير سملر، بيروت 2018 [31]

### المعارض الجماعية
- Documenta (13)، كاسل، 2012 [32]
- عبر الحدود. بؤرة على التصوير اللبناني، برعاية طارق نحاس، معرض بيروت للفنون 2018 [33]

## وصلات خارجية
- أكرم زعتري على موقع IMDb (الإنجليزية)
- أكرم زعتري على موقع ألو سيني (الفرنسية)
- أكرم زعتري على موقع أول موفي (الإنجليزية)
- أكرم زعتري على موقع قاعدة بيانات الفيلم (الإنجليزية)
- أكرم زعتري على موقع كينوبويسك (الروسية)

- أكرم زعتري في جاليري صفير سملر وهامبورغ وبيروت
- أكرم زعتري، مقابلة مع ريفيستا كوديجو
- أكرم الزعتري في يونيفرسز إن يونيفرس
- أكرم الزعتري في قاعدة بيانات الأفلام على الإنترنت
- أكرم زعتري في مؤسسة كاديست للفنون
- أكرم الزعتري في مجموعة متحف الفن الحديث
- المشاريع 100: أكرم الزعتري في متحف الفن الحديث